# جمعية مرشدات جزر سليمان
جمعية مرشدات جزر سليمان هي المنظمة الإرشادية الوطنية في جزر سليمان. تأسست في عام 1949، وأصبحت عضوا منتسبا في الرابطة العالمية للمرشدات وفتيات الكشافة في عام 1987. المنظمة للبنات فقط وتضم 697 عضوة (اعتبارا من عام 2008).
منذ التسعينيات وحتى عام 2000، كانت حركة المرشدات في جزر سليمان غير نشطة.